# Thraulus demoulini
Thraulus demoulini is een haft uit de familie Leptophlebiidae. De wetenschappelijke naam van de soort is voor het eerst geldig gepubliceerd in 1973 door Peters & Tsui.
De soort komt voor in het Oriëntaals gebied.